# Mesoleptus navus
Mesoleptus navus là một loài tò vò trong họ Ichneumonidae.